# Бръщен
Бръщен е село в Южна България, наричано в миналото с различни произношения (Бърщен, Барщен, Берещани). То се намира в община Доспат, област Смолян, непосредствено до границата с Гърция.

## География
Село Бръщен се намира в планински район с обширна борова гора. То попада в историко-географската област Чеч. Селото е разположено на ръба на каньона на река Доспат от източната страна. От селото надолу към реката са направени ниви в терасовидна форма. Бръщен се намира на 1,5 км от границата с Гърция. Най-високата точка в землището на селото е върхът (1368 м), на който се намира гранична пирамида номер 186. На 800 м югоизточно от центъра на Бръщен се намира Ваклинова чука. Там през нощта на 1 срещу 2 юли 1953 г. в престрелка с диверсионно-разузнавателна група смъртоносно са ранени младши сержант Вергил Ваклинов и неговият верен другар – служебното куче Вихър.

## История
Село Бръщен има дълга история. Най-ранното известно селище в землището на Бръщен е датирано към късната бронзова епоха. Край Бръщен е открито и още едно селище, което не може да бъде отнесено еднозначно към късната бронзова или ранната желязна епоха.
В османските документи селото се среща под името Бращани (на османски турски: بــراـتـانـﻰ‎). В XIX век Бръщен е мюсюлманско село в Неврокопска каза на Османската империя. В „Етнография на вилаетите Адрианопол, Монастир и Салоника“, издадена в Константинопол в 1878 година и отразяваща статистиката на населението от 1873 година, Барщен (Barschten) е посочено като село с 40 домакинства и 115 жители помаци. През 1899 година селото има население 274 жители според резултатите от преброяване населението на Османската империя. Съгласно статистиката на Васил Кънчов към 1900 година Бръщен (Барщенъ) е българо-мохамеданско селище. В него живеят 220 българи мохамедани в 50 къщи.. Според Стефан Веркович към края на 19 век Бръщен има мюсюлманско мъжко население 134 души, което живее в 40 къщи.
През 1912 година покръстителите, придружени от хайдушки дружини и паравоенни формирования, не успяват да влязат в селото, тъй като жителите му дали много силен отпор с картечницата, която притежавали. Така Бръщен остава може би единственото помашко село, което не било засегнато от масовите насилствени покръствания от 1912 – 1913 година.
Според Димитър Гаджанов в 1916 година в Кочан, Бръшлян, Жишево, Любча, Марулево, Усина и Црънча живеят 2416 помаци.

## Религии
Населението на селото е помашко и изповядва ислям, но има и смесени бракове.

## Обществени институции
- Кметство
- ОУ „Яне Сандански“
- Детска градина „Кокиче“
- НЧ „Христо Смирненски“

## Културни и природни забележителности
Между Бръщен и Црънча над река Доспат има римски мост, който е запазен отчасти. Непосредствено до него се намира лобното място на редник Дончо Ганев – граничар, загинал в престрелка с диверсионно-разузнавателна група през нощта на 1 срещу 2 юли 1953 г. До моста има паметна плоча на Дочно Ганев. До плочата на Ганев е имало и паметна плоча на младши сержант Вергил Ваклинов, ранен смъртоносно на Ваклинова чука в престрелка със същата група. Плочата на Ваклинов до римския мост е липсвала неизвестно откога до 3 юли 2010 г.
На 3 юли 2010 г. паметната плоча на Вергил Ваклинов е възстановена по инициатива на членове на интернет форум „Граничарите на България“. Плочата е открита от Героя на Гранични войски и участник в престрелката на римския мост Александър Александров. Мероприятието е осъществено със съдействието на РДГП Смолян, ГПУ Доспат, кметовете на Бръщен, Црънча и Доспат. Присъстват членове на форум „Граничарите на България“, племенници на Ваклинов, бивши и настоящи граничари от Доспат, Гоце Делчев, Смолян и цялата страна, заместник-директорът на РДГП Смолян, началникът на ГПУ Доспат, кметовете на Бръщен, Црънча и Доспат, директорът на НУ „Вергил Ваклинов“ – Доспат заедно с група деца от училището.
На 2 юли 2011 г. на Ваклинова чука, където е лобното място на Вергил Ваклинов и кучето му Вихър е открита нова паметна плоча с образите им. Плочата е изработена по инициатива на членове на интернет форум „Граничарите на България“. Присъстват членове на форум „Граничарите на България“, племенници на Ваклинов, бивши и настоящи граничари от Доспат, Гоце Делчев, Смолян и цялата страна, директорът на РДГП Смолян, началникът на ГПУ Доспат, кметовете на Бръщен, Црънча и Доспат, директорът на НУ „Вергил Ваклинов“ – Доспат заедно с група деца от училището.

## Редовни събития
- Курбан байрам
- Рамазан байрам
- Нова Година

## Личности

### Родени
- Мехмед Синап – родопски войвода, предводител на първото антифеодално въстание в Османската държава;
- Ахмед Якубов – противник и пострадал от Възродителния процес, дългогодишен кмет;
- Рамзи Якубов – противник и пострадал от Възродителния процес и затворник от политическите репресии през 1944 година;[10]
- Канадската петорка – противници на Възродителния процес и бежанци в Канада от 1 май 1972 година:
  - Салих Якубов
  - Салих Карагьозов
  - Сафет Чаушев
  - Асан Джурелов
  - Зюлфин Талипов

### Починали
- Detlef Heiner – 19-годишен гражданин на ГДР, застрелян на 18 март 1980 край Бръщен при опит за бягство в Гърция
- Andreas Stuetzer – 19-годишен гражданин на ГДР, застрелян на 18 март 1980 край Бръщен при опит за бягство в Гърция

## Други

### Кухня
Кухнята е традиционна за Родопите: клин (родопска баница), качамак, ашуре (прясно мляко с ориз и царевични зърна).